# 达尔智能
安徽达尔智能控制系统股份有限公司（新三板：832869，简称：达尔智能）是一家在中国新三板挂牌的上市公司，主营业务包括智能交通工程、计算机信息系统集成及软、硬件研发。
公司成立于2011年4月，2015年7月30日在新三板挂牌上市，主办券商为安信证券。
公司现任董事长为杨潘女士，是“2016安徽年度经济人物”入选者。
2017年，公司实现营业收入8076.41万元，同比增长66.90%；实现净利润1171.47万元，同比增长56.28%。